# Lyristes
Genre
Lyristes est un genre d'insectes hémiptères de la sous-famille des Cicadinae (famille des Cicadidae), comprenant des cigales originaires d'Europe et du Moyen-Orient. 

## Liste des espèces
Selon BioLib (12 juillet 2025) :
- Lyristes armeniacus (Kolenati, 1857)
- Lyristes esfandiarii (Dlabola, 1970)
- Lyristes gemellus Boulard, 1988
- Lyristes isodoi Boulard, 1988
- Lyristes plebejus (Scopoli, 1763) - présente dans le Midi de la France - espèce type

avec deux espèces fossiles :
- †Lyristes emathion (Heer, 1853)
- †Lyristes renei Riou, 1995

## Systématique
Le nom valide complet (avec auteur) de ce taxon est Lyristes Horváth (d), 1926,. Son espèce type est Lyristes plebejus (Scopoli, 1763).

### Étymologie
Le nom générique, Lyristes, dérive du grec ancien λυριστής (luristês), « joueur de lyre ».

### Publication originale
- G. Horváth, « Les noms génériques de nos trois grandes Cigales indigènes », Annales historico-naturales Musei nationalis hungarici, Budapest, vol. 23,‎ 1926, p. 93–98 (ISSN 0521-4726, lire en ligne, consulté le 12 juillet 2025)